# Xã Springfield, Quận Jefferson, Ohio
Xã Springfield (tiếng Anh: Springfield Township) là một xã thuộc quận Jefferson, tiểu bang Ohio, Hoa Kỳ. Năm 2010, dân số của xã này là 2.367 người.